# Alesja Babuškina
Alesja Aljaksandraŭna Babuškina (in bielorusso Алеся Аляксандраўна Бабушкіна?; Homel', 30 gennaio 1989) è una ginnasta bielorussa, vincitrice della medaglia di bronzo nel concorso a squadre di ginnastica ritmica alle olimpiadi di Pechino.

## Palmarès
- Giochi olimpici estivi

Pechino 2008: bronzo nel concorso a squadre.
- Campionati mondiali di ginnastica ritmica

2007 - Patrasso: bronzo nel concorso a squadre.